# Syracuse Nationals 1948-1949
La stagione 1948-49 dei Syracuse Nationals, squadra di proprietà dell'italoamericano Danny Biasone, fu la 3ª e ultima della squadra in National Basketball League; dalla stagione successiva i Nats approderanno in NBA.

## Risultati
I National chiusero la stagione con 40 vittorie e 23 sconfitte; dopo aver vinto il primo turno dei play-off con gli Hammond Calumet Buccaneers (2-0), furono eliminati nelle semifinali, per la seconda stagione consecutiva, dagli Anderson Duffey Packers (3-1).

## Roster
|  | Naz.                   | Ruolo | Sportivo          | Anno | Alt. | Peso |  |
|  | ---------------------- | ----- | ----------------- | ---- | ---- | ---- |  |
|  | Stati Uniti (bandiera) | AC    | Dolph Schayes     | 1928 | 201  | 88   |  |
|  | Stati Uniti (bandiera) | GA    | Al Cervi          | 1917 | 180  | 77   |  |
|  | Stati Uniti (bandiera) | C     | Ed Peterson       | 1924 | 205  | 100  |  |
|  | Stati Uniti (bandiera) | GA    | Johnny Macknowski | 1923 | 183  | 82   |  |
|  | Stati Uniti (bandiera) | A     | Jim Homer         | 1921 | 195  | 86   |  |
|  | Stati Uniti (bandiera) | GA    | Billy Gabor       | 1922 | 180  | 77   |  |
|  | Stati Uniti (bandiera) | GA    | Paul Seymour      | 1928 | 185  | 81   |  |
|  | Stati Uniti (bandiera) | G     | Jerry Rizzo       | 1918 | 170  | 68   |  |
|  | Stati Uniti (bandiera) | A     | Hank O'Keeffe     | 1923 | 191  | 88   |  |
|  | Stati Uniti (bandiera) | AC    | John Chaney       | 1920 | 191  | 84   |  |
|  | Stati Uniti (bandiera) | AC    | Bob Calihan       | 1918 | 191  | 91   |  |
|  | Stati Uniti (bandiera) | A     | Paul Yesawich     | 1923 | 188  | 86   |  |

## Staff tecnico
- Allenatore: Al Cervi (allenatore-giocatore)